# Ola Josefsson
Ola Josefsson, född 7 september 1967 var en svensk ishockeyspelare. Josefsson spelade totalt 321 matcher i Djurgården mellan åren 1989 och 1997. Under sina år i Djurgården vann han tre SM-guld, ett silver och två guld i Europacupen. Han har varit tränare för Boo IF:s 94:or med bland andra Alexander Wennberg i laget. Han har två söner och en dotter.